# Jüdische Gemeinde Angeltürn
Die Jüdische Gemeinde in Angeltürn, einem Stadtteil von Boxberg im Main-Tauber-Kreis (Baden-Württemberg), entstand im 18. Jahrhundert und existierte bis zu ihrer Auflösung am 11. Dezember 1913. Danach lebten noch einzelne Juden im Ort bis zur Zeit des Nationalsozialismus.

## Geschichte

### Jüdische Gemeinde Angeltürn
In Angeltürn bestand eine jüdische Gemeinde seit der Zeit des 18. Jahrhunderts, als die Ortsherrschaft der Freiherren von Fick jüdische Familien aufnahm. 1722 wurden erstmals Juden am Ort genannt. 1801 gab es acht jüdische Familien in Angeltürn, die zusammen 30 Personen zählten. Es handelte sich um folgende Familien: Salomon Löw (Viehhändler), Jakob Simson (Galanteriewarenhändler), Kassel Koppel (Schächter), Moyses Jakob (Alteisenhändler), Jud Nathan („Taschenspieler“), Wolf Hirsch, Rouls Koppell und Samuels (alle drei Makler). Die jüdischen Familien Angeltürn galten mit Ausnahme der Familie von Salomon Löw als „bettelarm“.
Die jüdische Gemeinde Angeltürn besaß die Synagoge Angeltürn, eine Religionsschule und ein rituelles Bad. Die Toten der Gemeinde wurden auf dem jüdischen Friedhof Hochhausen und auf dem jüdischen Friedhof Unterbalbach bestattet. Ein eigener Religionslehrer war im 19. Jahrhundert zeitweise angestellt, der zugleich als Vorbeter tätig war. 1827 wurde die jüdische Gemeinde Angeltürn dem Bezirksrabbinat Merchingen zugeteilt.
Im Ersten Weltkrieg fiel ein jüdischer Bürger Angeltürns: Max Meyer. Sein Name steht auf dem Denkmal für die Gefallenen des Ersten Weltkrieges im jüdischen Friedhof Bödigheim.
1933, zu Beginn der nationalsozialistischen Herrschaft, lebten noch drei jüdische Einwohner in Angeltürn: Die Brüder Jakob und Wolf Hirsch Freudenberger (die in der Steinstraße 19 ihre Viehhandlung hatten, verzogen am 20. September 1938 in das jüdische Altersheim nach Gailingen), sowie Jakob Freudenberger (der am 17. April 1940 im Friedrichsheim in Gailingen starb). Im Alter von 79 Jahren wurde Wolf Hirsch Freudenberger am 22. Oktober 1940 ins KZ Gurs deportiert, wo er am 9. Dezember 1940 starb.

### Opfer des Holocaust
Von den jüdischen Personen, die in Angeltürn geboren wurden oder längere Zeit im Ort wohnten, kamen in der Zeit des Nationalsozialismus die folgenden Personen beim Holocaust nachweislich ums Leben: Moses Böttigheimer (1873), Wolf Böttigheimer (1869), Wolf Hirsch Freudenberger (1861), Isak (Eisig) Mayer (1868), Jakob Hermann Mayer (1870) und Janette Sommer geb. Sondheimer (1866).

### Einwohnerentwicklung
Einwohnerentwicklung der jüdischen Gemeinde Angeltürn
| Jahr | Gesamt | Anteil an der Gesamtbevölkerung     |
| ---- | ------ | ----------------------------------- |
| 1826 | 48     | 19,1 % von insgesamt 251 Einwohnern |
| 1833 | 56     | unbekannt                           |
| 1841 | 69     | höchste bekannte Personenzahl       |
| 1864 | 64     | unbekannt                           |
| 1871 | 57     | 19,6 % von insgesamt 291 Einwohnern |
| 1875 | 46     | unbekannt                           |
| 1880 | 19     | 8,3 % von insgesamt 228 Einwohnern  |
| 1890 | 13     | 6,4 % von insgesamt 202 Einwohnern  |
| 1900 | 10     | 4,6 % von insgesamt 218 Einwohnern  |
| 1910 | 10     | 4,6 % von insgesamt 216 Einwohnern  |
| 1933 | 3      | 1,6 % von insgesamt 182 Einwohnern  |

Quelle: Die Juden in Tauberfranken 1933–1945, Landeszentrale für politische Bildung Baden-Württemberg, Stuttgart, 1984 / Angaben von alemannia-judaica.de Gesamtbevölkerung Angeltürn

### Synagoge Angeltürn
Eine Synagoge befand sich in Angeltürn spätestens seit Anfang des 19. Jahrhunderts. Ende der 1850er-Jahre befand sich diese in baufälligem Zustand. 1860 wurde daher durch die Gemeinde eine neue Synagoge erbaut (Standort Steinstrasse 1). Aufgrund der geringer werdenden jüdischen Personen am Ort nutzte man die neue Synagoge schon vor 1900 nicht mehr, bevor das Synagogenanwesen 1913 versteigert wurde. Anschließend fand das Synagogengebäude als Scheune und Stall Verwendung. 1980 wurde es abgebrochen (wobei die Rundbogenfenster im Inneren bis zuletzt erkennbar waren).